# 啦井镇
啦井镇为中国云南省西部的一个镇，位于兰坪白族普米族自治县中部，镇政府驻地春龙村距县城35公里。啦井镇历史悠久，从清道光二十三年（1843年）开始因在此地开采盐矿，逐渐形成集镇，白族人称此地为“喇该漫间”，意为“公鸡打鸣”，直译为“喇鸡鸣井”，后简称“啦井”。由于盐矿的开发，啦井逐渐成为兰坪县政治、经济和文化的中心。1950年至1985年成为兰坪县县政府所在地，当时称为春龙镇。1985年县城迁到金顶镇后，始设啦井镇。
目前啦井镇总面积为509.39平方公里，下辖9个村委会，78个自然村。人口1.4万人，主要为白族、普米族、傈僳族、彝族、汉族等5个民族，汉族人口占全镇人口总数小于3%。
啦井镇气候宜人，四季如春，有怒江“春城”的美称。全镇森林覆盖率为78%，境内有滇金丝猴、小熊猫等珍稀动植物。

## 行政区划
啦井镇下辖以下地区：
啦井村、长涧村、新建村、布场村、挂登村、桃树村、富和村、九龙村和期井村。

## 资料来源
1. ↑  啦井镇历史沿革[永久]
2. 1 2  云南省政府信息公开门户网站：啦井镇概况[永久]
3. ↑  . 中华人民共和国国家统计局. 2023 （中文（中国大陆））.[]